# 卡路士·盧斯安奴·達施華
卡路士·盧斯安奴·達施華（Carlos Luciano da Silva，1975年8月2日—），暱稱為明尼路（Mineiro），是一名巴西足球運動員，擔任防守中場，曾短暫效力英超球會車路士和德甲球會史浩克零四。
他的暱稱「明尼路」的意思是「從米納斯吉拉斯州來的人」，雖然實則上他從南里奧格蘭德州而來。這個暱稱是因為他的踢球風格很像哥連泰斯的前球員明尼路。

## 榮譽
聖卡坦奴
- 聖保羅州聯賽冠軍：2004年

聖保羅
- 聖保羅州聯賽冠軍：2005年
- 南美自由盃：2005年
- 世界冠軍球會盃冠軍：2005年

巴西國家隊
- 美洲國家盃冠軍：2007年

## 外部連結
- Sambafoot （页面存档备份，存于）